# علي الشباني
علي الشباني شاعر عراقي من مواليد محافظة الديوانية عام ١٩٤٦ في العراق كتبَ الشعر باللغة الفصحى واللهجة الشعبية واعتقل لأكثر من مرة بسبب مواقفه السياسية كان أولها بعد حركة 8 شباط 1963 الذي أَدَّى إِلَى الإِطَاحَةِ بنظام حكم عبد الكريم قاسم وتولي عبد السلام عارف ترأس اتحاد الادباء والكتاب في الديوانية بعد عام ٢٠٠٣ إلى عام ٢٠١١ حيث توفاه الله.

## بداياته وكتابته للشعر وانخراطه في السياسة
ولد الشاعر علي الشباني في محافظة الديوانية عام ١٩٤٦ وانهى كافة مراحله الدراسية فيها وحصل على البكالوريوس في اللغة العربية من الجامعة المستنصرية في عام ١٩٧٤
بدأ علي الشباني كتابة الشعر الشعبي سنة ١٩٦٣ وكانت بداية انطلاقته الفعلية في سجن الحلة وكان لتجربته دور ريادي في حركة الشعر الشعبي العراقي اعتقل أول مرة عام ١٩٦٢ بسبب نشاطه السياسي وكانت التهمة التي وجهت اليه سرقته طابعة وقيامه بطبع بيانات تندد بحركة 8 شباط 1963 وتقف إلى جنب الحزب الشيوعي العراقي حيث حكم عليه بالسجن المؤبد وكان عمره يقترب من السادسة عشر وفي السجن التقى بالشاعر «مظفر النواب» 
وعدد كبير من الادباء والشخصيات الوطنية وتم اطلاق سراحه بعفو في عام 1967 وعمل في مطلع السبعينيات في مجلة ألف باء بمساعدة صديقه الشاعر فاضل العزاوي الذي تعرف عليه في سجن الحلة تميزت قصيدته في انها قصيدة محرضة على التمرد ومجاهرة بالاحتجاج انفتح الشاعر مبكرا على الفكر التقدمي مما أكسب قصيدته شرف الالتزام بقضايا الإنسان وحريته كانت تربطه علاقات مع شعراء اخرون مثل بلند الحيدري ورشدي العامل ومظفر النواب  وارسل له مظفر النواب رسالة عام 1999.

## وفاته
بعد معاناة طويلة وقاسية مع المرض توفي عام 2011 عن عمر ناهز السابعة والستين.

## ابرز دواوينه الشعرية
- خطوات على الماء مجموعة شعرية مشتركة مع الشاعرين طارق ياسين وعزيز السماوي عام 1970.[9]
- النار في المحبة مجموعة شعرية بالفصحى[10] 1997 .
- أيام الشمس ديوان شعر شعبي2001.[11][12][13]
- النار طعم الأرض مجموعة شعرية بالفصحى 2001 .[14]
- الصحراء مخطوطة شعرية بالفصحى 2002 .
- دفاتر عراقية ملحمة شعرية بالفصحى 2005 .
- هذا التراب المر حبيبي ديوان شعر شعبي 2011 .[15][16]